# Generation X (album de Sadat X)
Pour les articles homonymes, voir Generation X.
Albums de Sadat X
Black October
(2006) Brand New Bein'
(2009)
Generation X est le quatrième album studio de Sadat X, sorti le 28 octobre 2008.

## Liste des titres
| No  | Titre                                                        | Contient un (des) sample(s) de   | Durée |
| --- | ------------------------------------------------------------ | -------------------------------- | ----- |
| 1.  | Now (featuring Twan)                                         |                                  | 4:20  |
| 2.  | This Is Your Life                                            | This Is Your Life des Commodores | 4:24  |
| 3.  | Jungle (featuring Twanie Ranks)                              |                                  | 4:12  |
| 4.  | Never                                                        |                                  | 2:02  |
| 5.  | Think Different                                              | New Soul de Yael Naim            | 3:45  |
| 6.  | X-plain                                                      |                                  | 3:36  |
| 7.  | He Walks With Me (Skit)                                      |                                  | 1:27  |
| 8.  | X is the Word                                                |                                  | 2:36  |
| 9.  | Walk Upright                                                 |                                  | 3:02  |
| 10. | Hey Baby                                                     |                                  | 3:30  |
| 11. | The Okeedoke                                                 |                                  | 3:43  |
| 12. | Morning Food (featuring Twanie Ranks)                        |                                  | 2:44  |
| 13. | Live                                                         |                                  | 3:54  |
| 14. | Make it Happen                                               | Monkey Man des Rolling Stones    | 3:08  |
| 15. | Heart to Heart (featuring Thirsten Howl III et Twanie Ranks) |                                  | 3:51  |
| 16. | Its a Demo                                                   |                                  | 4:02  |
| 17. | New York                                                     |                                  | 3:29  |
| 18. | Sweat                                                        |                                  | 4:01  |